# (If You're Not in It for Love) I'm Outta Here!
«(If You're Not in It for Love) I'm Outta Here!» es una canción escrita y producida por la cantante canadiense Shania Twain y el productor Robert Lange para su segundo álbum de estudio The Woman in Me (1995). Se lanzó cómo cuarto sencillo del álbum en noviembre de 1995.
La canción se convirtió en otro gran éxito de Twain, alcanzando el número uno en la lista country en Estados Unidos y teniendo una masiva rotación en las radios. Además de esto logró entrar al top 5 de la principal lista de sencillos en Australia (ARIA).

"(If You're Not in It for Love) I'm Outta Here!" fue incluida en la primera recopilación de grandes éxitos de Twain Greatest Hits en el 2004

## Vídeo musical
El videoclip de "I'm Outta Here!" se filmó el 4 de noviembre de 1995 en Nueva York, bajo la dirección de Steven Goldmann. En el vídeo se puede observar a Twain tocando unos tambores y bailando al ritmo de la música, junto con un grupo de amigos.
Se lanzaron dos versiones del video, uno con la versión del álbum y otro con una versión dance Remix. El primero se lanzó en los canales de tv country y el segundo en los canales pop en Canadá y Australia.

El vídeo con la versión del álbum está disponible en el DVD de Twain The Platinum Collection.

## Recepción
"I'm Outta Here!" debutó en el Billboard Hot Country Singles & Tracks (lista country) en la semana del 18 de noviembre de 1995 en el número 68. Se mantuvo durante 20 semanas en la lista y alcanzó su punto máximo en la semana del 3 de febrero de 1996 en el número uno, donde permaneció durante dos semanas; convirtiéndose en su segundo sencillo n.º1 y top 10 y cuarto top 20.
Internacionalmente "I'm Outta Here!" se convirtió en su primer gran éxito. Alcanzado el número cinco en Australia, manteniéndose en la lista durante 22 semanas.

## Versiones de audio
- Álbum Versión (4:30)
- Radio Edit (3:48)
- Mutt Lange Mix (4:21)
- Dance Remix (4:40)

## Versiones de otros artistas
- El grupo eurodance Real McCoy hizo una versión de la canción.

## Listas
| Lista                                          | Mejor posición |
| ---------------------------------------------- | -------------- |
| Australia ARIA Charts                          | 5              |
| Canadá RPM Country Singles                     | 1              |
| EE. UU. Billboard Hot Country Singles & Tracks | 1              |
| EE. UU. Billboard Country Singles Ventas       | 1              |
| EE. UU. Billboard Hot 100                      | 74             |
| EE. UU. Billboard Hot 100 Singles Sales        | 43             |